# Військово-історичний музей (Алмати)
Військово-історичний музей Міністерства оборони Казахстану — філія Військово-історичного музею Казахстану в Алматах (Казахстан).

## Історія
Військово-історичний музей Міністерства оборони відкритий в 1965 році при окружному Будинку офіцерів Середньоазіатського військового округу (нині будівля Музею музичних інструментів). У 1978 році в рамках реконструкції Парка 28-ми гвардійців-панфіловців було побудовано нове монументальний будинок Будинку офіцерів, в яке і переїхав музей.
У 2015 році почався процес створення Військово-історичного музею Міністерства оборони в Астані, для чого йому було передано будівлю Національної картинної галереї. Це викликало протести з боку громадськості, що побоювалася, що всі експонати будуть вивезені з Алмати в новий музей. Однак в Міністерстві Оборони пояснили, що це фактично розширення існуючого музею, який тепер буде знаходиться в двох містах. Частина експонатів тимчасово буде демонструватися в Астані, але пізніше повернеться до Будинку офіцерів, після реконструкції приміщень.
У 2016 році музей в Алматах став частиною філії Національного військово-патріотичного центру Збройних сил РК.

## Експозиція
Виставковий комплекс розташований на площі 2 200 квадратних метрів. Експонати музею становлять велику колекцію радянської військової техніки і озброєння, що використовувалися з початку ХХ століття. У музеї представлено чотири колекції: бронетанковий озброєння і техніка, наземна артилерія і міномети, сили повітряної оборони, спеціальна техніка. Колекція представлена 122 одиницями збройної техніки. Ряд експонатів музею, наприклад військові автомобілі, раритетні та дослідні зразки військової техніки, існують в єдиному екземплярі. В окремому залі представлені колекції прапорів, а також зброї та реліквій бойової слави. Колекція музею представлена макетами літаків, броньованих тягачів, гармат і зенітних установок, ракет, розвідувальних дозорних машин, військових катерів, танків.
Особливе місце в музеї відведено матеріалами 316 стрілецької дивізії імені І. Панфілова, яка була сформована в Алма-Аті влітку 1941 року. Ця експозиція була зібрана дочкою генерала Панфілова, Валентиною, і включає в себе діораму Битви за Москву, особисті речі солдат, реліквії з Берестейської фортеці.
Окремий стенд присвячений казахському воєначальнику танковому асу гвардії підполковнику Г. А. Адільбекову - єдиному з представників народів Центральної Азії командиру окремої танкової бригади Другої світової війни.
Також музей висвітлює період війни в Афганістані 1979—1989, в окремому залі представлений список казахстанців, які загинули в тій війні.